# Francisco José Beltrán Peinado
Francisco José Beltrán Peinado, més conegut com a Fran Beltrán (nascut el 3 de febrer de 1999) és un futbolista professional madrileny que juga com a migcampista central al RC Celta de Vigo. És internacional amb la selecció espanyola.

## Carrera de club

### Rayo Vallecano
Nascut a Madrid, Beltrán es va incorporar al planter del Rayo Vallecano l'any 2013 procedent del Getafe CF. Va fer el seu debut com a sènior amb el filial del Rayo el 13 de desembre de 2015 amb només 16 anys, començant com a titular en un empat a casa de Tercera Divisió 1-1 contra el CD San Fernando de Henares.
Beltrán va ser habitual del primer equip durant la pretemporada del 2016, sent el jugador més utilitzat pel tècnic José Ramón Sandoval. Va fer el seu debut com a professional el 20 d'agost, jugant els 90 minuts sencers en una derrota per 2-1 fora de casa davant l'Elx CF a Segona Divisió.
Beltrán va marcar el seu primer gol com a professional el 29 d'octubre de 2016, el primer del seu equip en una derrota per 3-2 al CD Tenerife. Titular indiscutible durant la temporada 2017-18, va aportar 40 aparicions quan el seu equip va ascendir a la Lliga com a campió

### Celta
L'1 d'agost de 2018, Beltrán va signar un contracte de cinc anys amb el club de primera divisió RC Celta de Vigo, per una quantitat de 8 milions d'euros. Va jugar el seu primer partit de lliga el 18 d'agost, com a titular en un empat a casa 1-1 amb el RCD Espanyol, i el 7 de gener de 2019 va marcar el seu primer gol, el de l'empat, en una derrota per 2-1 davant l'Athletic Club també a Balaídos.
Beltrán va ser expulsat al minut 25 d'una derrota a casa per 0-2 contra el Granada CF el 15 de setembre de 2019 per una falta a Yangel Herrera que va ser confirmada per una revisió de l'àrbitre assistent de vídeo; el seu company d'equip Jorge Sáenz ja havia estat expulsat mitjançant la mateixa tecnologia.

## Carrera internacional
A causa de l'aïllament d'alguns jugadors de la selecció nacional arran de la prova positiva de COVID-19 de Sergio Busquets, la selecció espanyola sub-21 va ser convocada per a l'amistós internacional contra Lituània el 8 de juny de 2021. Beltrán va debutar com a sènior en aquell partit, amb una victòria per 4-0 a Leganés.

## Palmarès
Rayo Vallecano
- Segona Divisió: 2017–18[5]